# Franz Skutsch
Franz Skutsch, född den 6 januari 1865, död den 29 september 1912, var en tysk klassisk filolog, far till Otto Skutsch, på mödernet besläktad med Otto Gradenwitz.
Skutsch, som var professor i Breslau sedan 1896, utgav bland annat Plautinisches und Romanisches (1892), Firmici matheseos libri (jämte Kroll, 1901), Aus Vergils Frühzeit (1901) och Gallus und Vergil (1906). Jämte Kretschmer utgav han sedan 1908 för grekiska och romerska språken tidskriften "Glotta".